# Nightmare - Il ritorno
Nightmare - Il ritorno (가위?, Ga-wiLR, lett. "Forbici", noto anche come Horror Game Movie) è un film horror sudcoreano del 2000. Interpretato da Kim Gyu-ri, Ha Ji-won e Choi Jung-yoon, è stato diretto e scritto da Ahn Byeong-ki. È stato il sesto film più visto in Corea del Sud nel 2000 con 322.000 spettatori a Seul dopo cinque settimane di programmazione.
In italiano è stato distribuito in DVD il 20 febbraio 2008 dalla Eagle Pictures.

## Trama
Sei amici si separano dopo la laurea dal college: Hye-jin continua a seguire un'educazione terziaria, Seon-ae si trasferisce negli Stati Uniti, Jung-wook lavora come avvocato, Se-hun apre uno studio d'arte mentre si prepara per il suo debutto da regista, Mi-ryeong diventa un'attrice e Hyun-jun è bloccato come operaio edile a causa di un gesso alla gamba. Seon-ae torna a casa e racconta a Hye-jin e Se-hun che una loro conoscenza delle superiori, la defunta Kyung-ah, la perseguita.

## Remake
Un remake cinese del film, intitolato Bixian II (筆 仙 Ⅱ, Bǐxiān II), diretto da Ahn Byeong-ki, è stato distribuito il 16 luglio 2013, come parte di una trilogia di film in lingua mandarina diretta da Ahn. Il titolo rimanda al film coreano Bunsinsaba dello stesso regista, anche se nessuno dei film della trilogia ha alcuna somiglianza con esso. I protagonisti del remake sono Xin Zhilei, Park Han-byul, Zhang Haoran, Sienna Li, Sun Shaolong, Yang Fan e Zhang Tingting. È quasi un remake shot-for-shot, a parte l'ambientazione, la lingua e il cast diverso, alcuni dettagli (Hyun-jun è un giocatore di baseball, mentre la sua controparte cinese, Hongrui, di tennis) e una scena aggiuntiva che fa da omaggio a Bunsinsaba.